# Euglossa cyanea
Euglossa cyanea är en biart som beskrevs av Heinrich Friese 1899. Euglossa cyanea ingår i släktet Euglossa, tribus orkidébin, och familjen långtungebin. Inga underarter finns listade.